# 包尔江·玛穆什吾勒 (哈萨克斯坦)
包尔江·玛穆什吾勒，是哈萨克斯坦江布尔州茹阿雷区下辖的一个村，该村为茹阿雷区的行政中心。该村位于塔拉兹西南60公里处，以苏联英雄及哈萨克斯坦英雄包尔江·玛穆什吾勒命名。
2019年初，全村人口11513人（男性5848人，女性5665人）。